# Sango
Sango (auch Sangho, Eigenbezeichnung Sängö bzw. Yângâ tî Sängö) ist seit 1963 Nationalsprache und seit 1991 Amtssprache der Zentralafrikanischen Republik. 
Die Sprache hat sich insbesondere im 19. Jahrhundert auf Grundlage des Ngbandi herausgebildet und später zu einer Verkehrssprache weiterentwickelt. Sie unterliegt auch heute noch starken sprachlichen Veränderungen. In der Mitte des 20. Jahrhunderts wurde sie auf Basis des lateinischen Alphabets verschriftlicht. Im Jahre 2005 sprachen etwa fünf Millionen Menschen Sango als Verkehrssprache und eine sehr schnell wachsende Anzahl als Muttersprache. Schätzungen gehen von mehreren hunderttausend Muttersprachlern aus.
Ob es sich beim Sango um eine Kreolsprache handelt, ist wissenschaftlich umstritten. Charles Henry Morrill widersprach dieser These 1998 in „Language, Culture, and Society in the Central African Republic: The Emergence and Development of Sango“. Laut seiner Analyse erfüllt Sango nicht alle Kriterien einer Kreolsprache und ist für ihn deshalb ‚nur‘ eine vehikularisierte (als Verkehrssprache dienende) Vernakulärsprache. Laut seiner Analyse ist Sango nicht als Pidginsprache entstanden, sondern ein direkter Nachfolger des Ngbandi.